# Îlet Pelé
L'îlet Pelé est une île inhabitée de Martinique, une des îlets du François, appartenant administrativement à Le François. 

## Géographie
S'étendant sur un rocher d'environ 131 m de longueur sur à peine, au maximum, 34 m de largeur, l'îlet est un site protégé. Il est situé au sud de la pointe Duplessis dans l’alignement de l’îlet Long.

## Histoire
Îlet issu de la chaîne volcanique sous-marine de Vauclin-Pitaul daté du miocène moyen, protégé par un arrêté de protection de biotope depuis 2003, il est inscrit par l’arrêté ministériel du 28 juillet 2007, avec l'îlet Lapin.
Il y a une unique demeure sur l'îlet, une résidence composée de cinq chambres pour les vacanciers. 

## Galerie

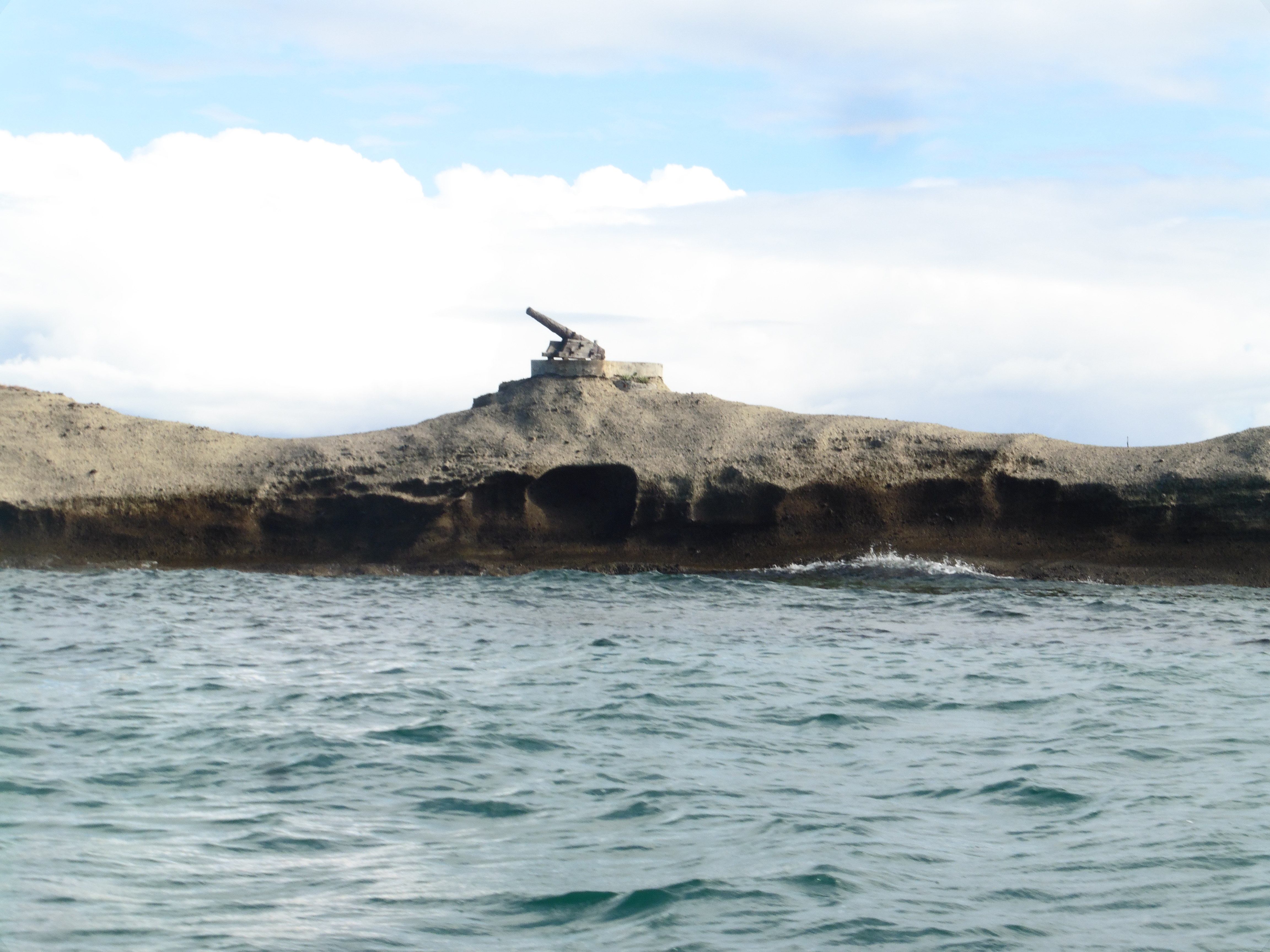
Canon décoratif
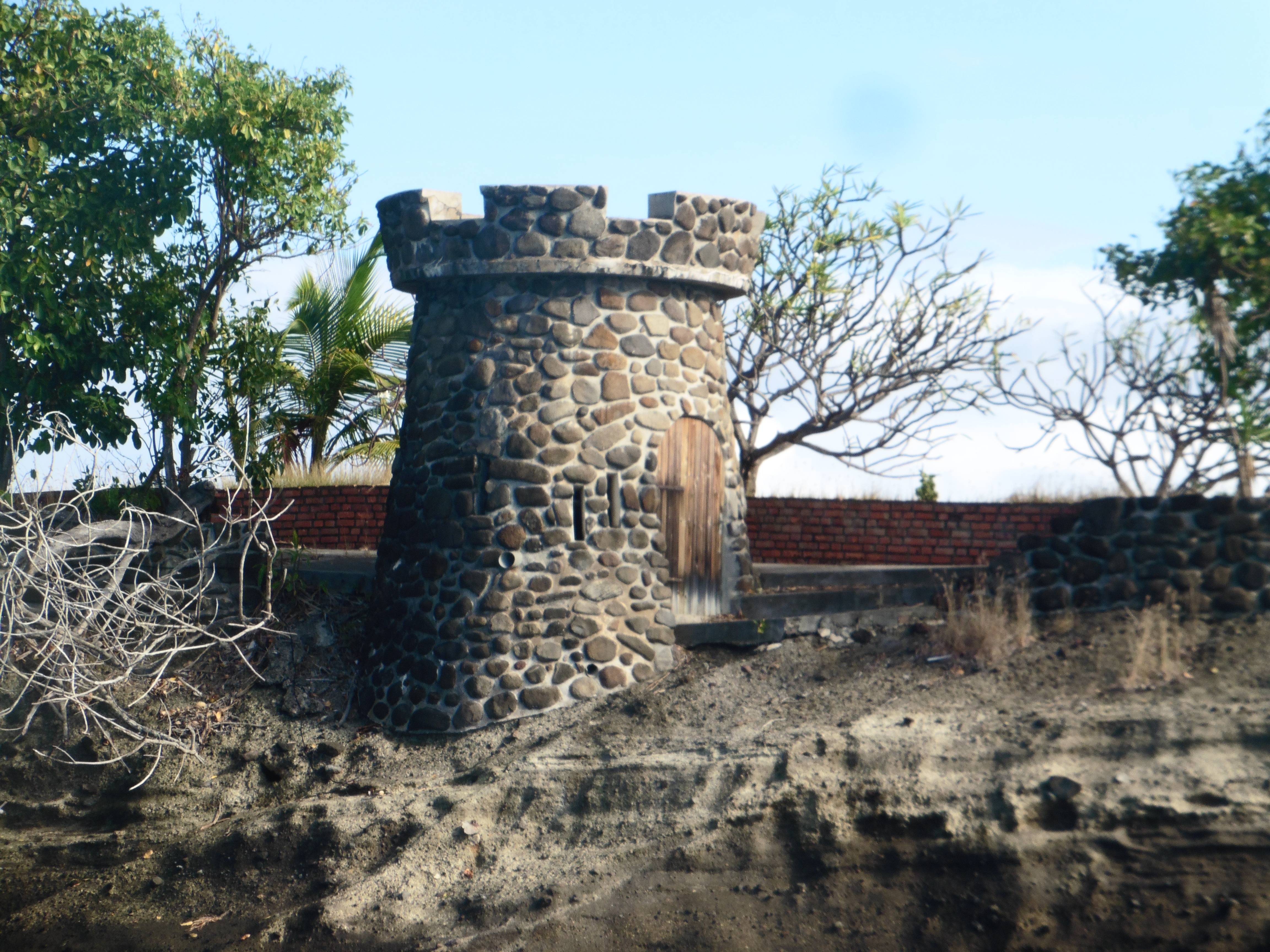
Tour décorative
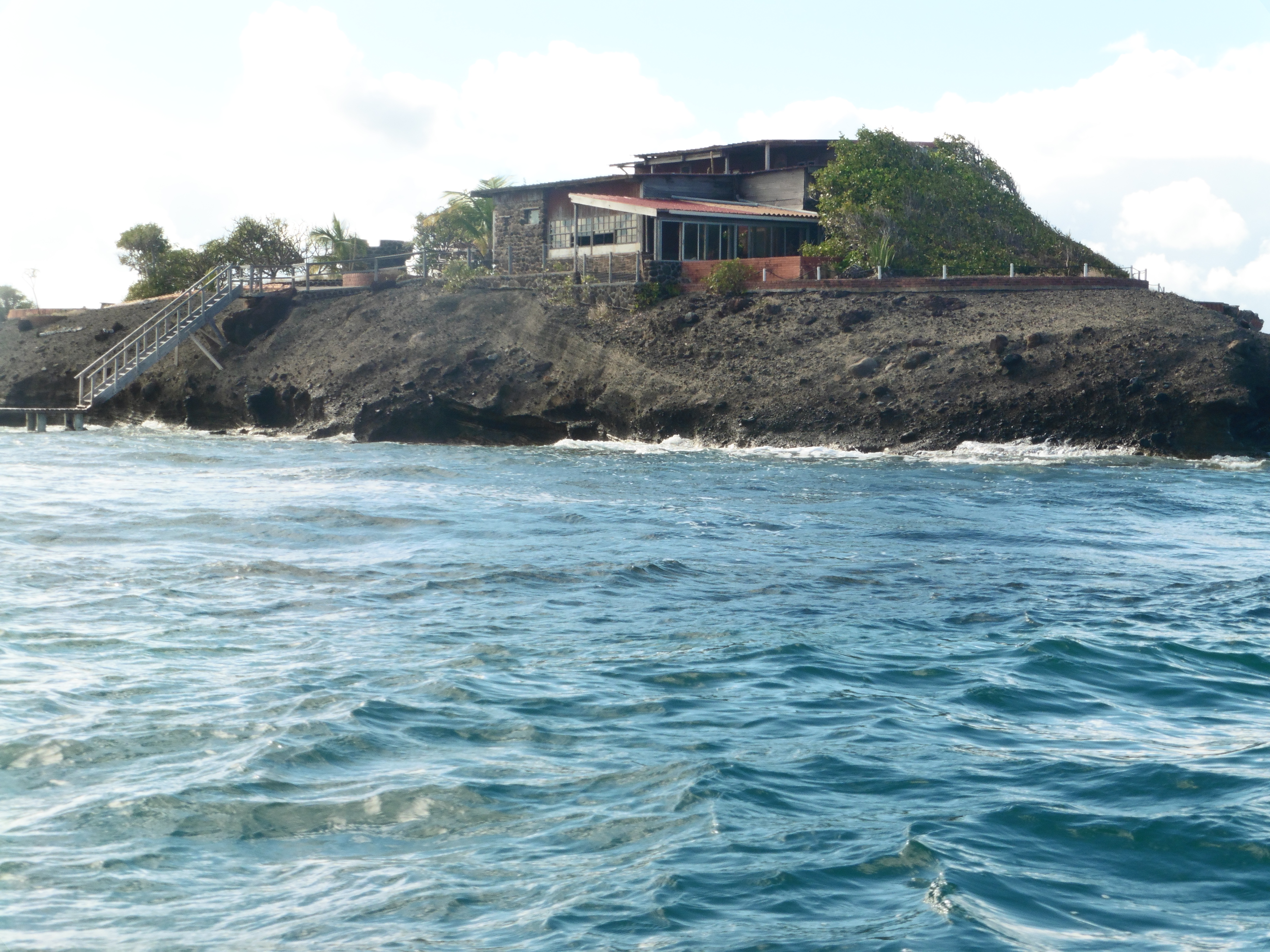
Habitation